# Ektosymbioza
Ektosymbioza (ectosymbiosis) – rodzaj symbiozy, współżycie owadów z wolno żyjącymi organizmami roślinnymi (np. chrząszce ambrozjowe z grzybami rozwijającymi się w chodnikach tych chrząszczy) lub zwierzęcymi (filakobia, symfilia, trofobioza). Por. myrmekofile.